# VI район (Броновице)

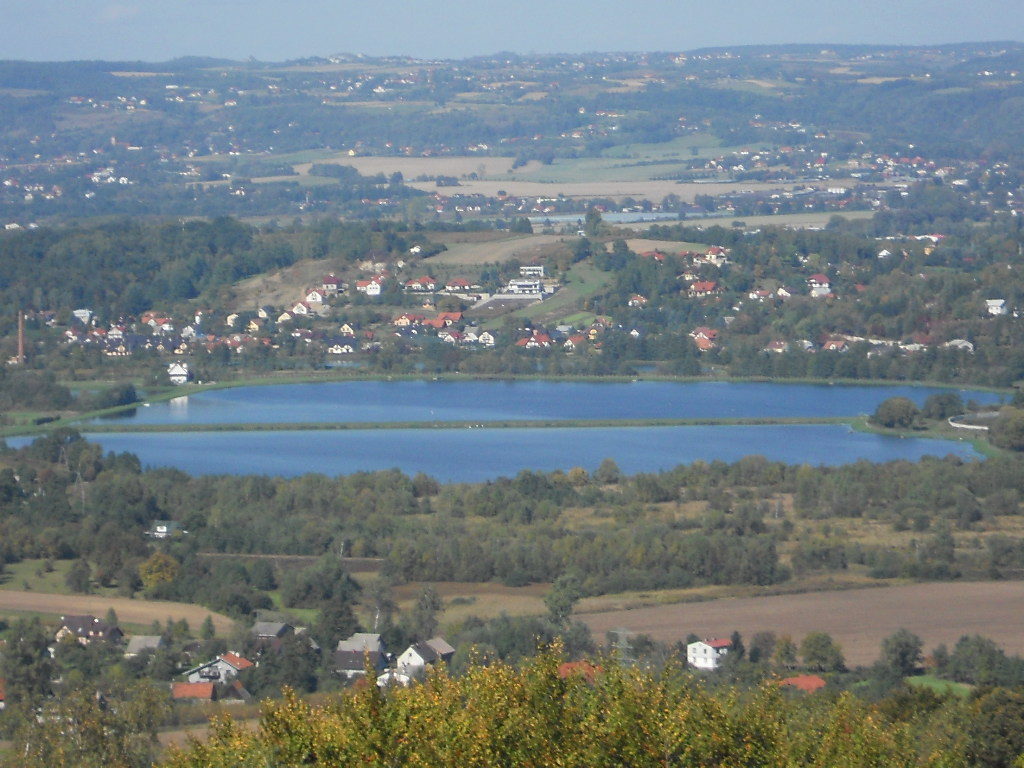
Вид оседле Мыдльники с кургана Пилсудского

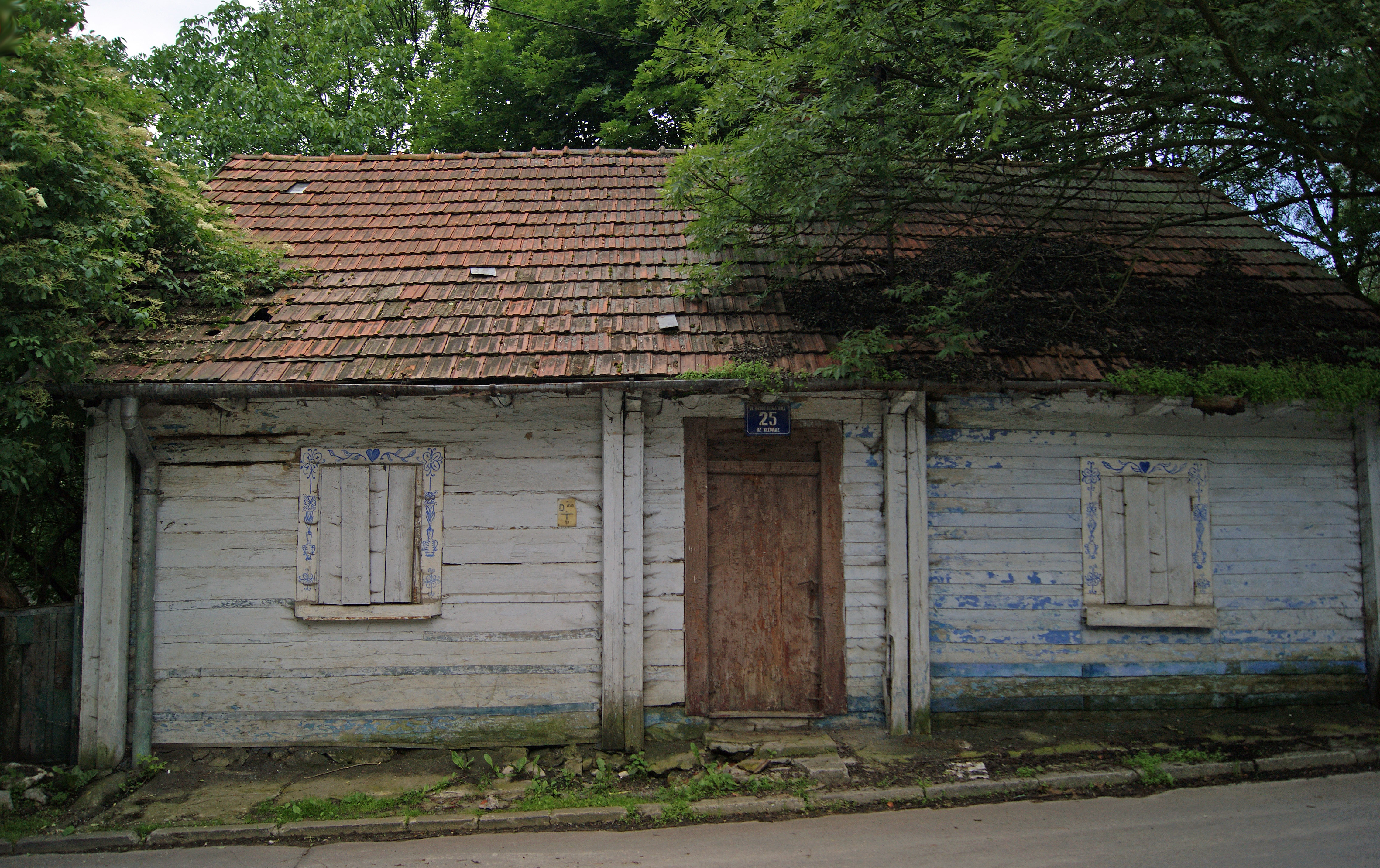
Один из домов района

Дзельни́ца VI Броновице (пол. Dzielnica VI Bronowice) — дзельница, административно-территориальная и вспомогательная единица Краковской городской гмины, один из 18 административных районов Кракова. Администрация дзельницы располагается по адресу ul. Zarzecze 124 A. В настоящее время Председателем дзельницы является Богдан Смок.

## География
Дзельница VI Броновице граничит на юго-западе с Дзельницей VII Звежинец, на северо-востоке с Дзельницей IV Прондник-Бялы и на юго-западе с Дзельницей V Кроводжа.
Площадь дзельницы составляет 957,98 гектаров. В состав дзельницы входят оседле Броновице, Броновице-Мале, Мыдльники, Оседле Броновице-Мале, Оседле Видок-Зажече.
По территории дзельницы протекает река Рудава, являющаяся притоком Вислы.

## История
До 1990 года территория современной дзельницы входила в состав Дзельницы V Кроводжа. Дзельница была учреждена 27 марта 1991 года решением № XXI/143/91 городского совета Кракова. Современные границы дзельницы были утверждены решением городского совета № XVI/192/95 от 19 апреля 1995 года.

## Население
Численность населения дзельницы составляет 23.176.

## Достопримечательности

### Памятники культуры
Памятники культуры Малопольского воеводства:
| Изображение | Русское название                | Польское название               | Местоположение    |
| ----------- | ------------------------------- | ------------------------------- | ----------------- |
|             | Усадьба Влодзимежа Тетмайера    | Tetmajerówka                    | ул. Тетмайера, 36 |
|             | Музей Молодой Польши «Рыдлувка» | Muzeum Młodej Polski «Rydlówka» | ул. Тетмайера, 28 |

### Другие достопримечательности
- Церковь святого Антония Падуанского;
- Руины фортификационных сооружений Краковской крепости.